# Ralph Rose (Sportfunktionär)
Ralph Fred Rose (* 1965) ist ein deutscher Sportfunktionär.

## Werdegang
Der gelernte Bankkaufmann Rose war 10 Jahre lang Präsident des Baseball- und Softballverbandes Berlin/Brandenburg und wurde nach seinem Rückzug zu dessen Ehrenpräsident ernannt. Von 1998 bis 2006 war er Präsident des Deutschen Baseball- und Softballverbandes.
Seit 2002 ist er Mitglied im Vorstand der Deutschen Sportjugend mit Zuständigkeit für Finanzen und Internationale Jugendarbeit. Seit 2009 ist er zudem stellvertretender Vorsitzender der Sportjugend Berlin.

## Ehrungen
- 2013: Verdienstkreuz am Bande der Bundesrepublik Deutschland